# Cryphaea xylina
Genre
Espèce
Cryphaea xylina est un insecte lépidoptère de la famille des Geometridae vivant en Australie. Il est le seul représentant du genre Cryphaea.

## Synonyme
Cette espèce a d'abord été décrite comme Heteroptila xylina par Alfred Jefferis Turner en 1917.